# HACEK
HACEK är en akronym för en grupp i sig obesläktade bakterier som mikrobiologiskt och kliniskt har likartade egenskaper och kan vara svåra att skilja åt. De orsakar förhållandevis ovanliga, men ofta svårdiagnostiserade allvarliga infektioner som sepsis, endokardit eller i andra kroppsdelar. Infektionerna utvecklas oftast smygande och är därför svåra att diagnostisera kliniskt, utan ofta är det ett oväntat resultat på blododling som ställer diagnosen.
HACEK-gruppens bakterier ingår som en del i normal mun- och svalgflora.
HACEK-begreppet förväntas i framtiden få mindre betydelse, då det bygger på bakterienamn och omfattande revision av taxonomin pågår inom mikrobiologin som innebär namnbyten. I och med att någon av de aktuella bakterierna byter namn upphör också HACEK som begrepp annat än med historisk betydelse.
Bakteriesläktena eller arterna är:
| Bokstav | Bakteriesläckte eller art                 |
| H       | Haemophilusarter                          |
| A       | Aggregatibacter (tidigare Actinobacillus) |
| C       | Cardiobacterium hominis                   |
| E       | Eikenella corrodens                       |
| K       | Kingella kingae                           |

## Diagnostik
HACEK-gruppen är gram-negativa stavbakterier som vanligen också är oxidaspositiva. Ibland tar de den röda färgen så svagt, att den knappast syns vid mikroskopering. Likaså kan de vara så korta, att de kan misstas för att vara kocker, så kallade kockobaciller. Flertalet kräver särskilt anpassade odlingsmedier samt atmosfär med sänkt syrgashalt och ökad koldioxidhalt för att växa, vilket kan ta från flera dygn till mer än en vecka innan de kan ses som kolonier på agarplattan.
Biokemiskt är flera HACEK-arter inerta och svåra att artbestämma med konventionella metoder och därför inkluderas de ofta i samlingsbegreppet ”gramnegativa icke jäsande stavar”, som i sig även innefattar åtskilliga andra bakteriegrupper.

## Antibiotikakänslighet
I och med att HACEK-gruppens bakterier är svåra att odla kan också bestämning av antibiotikakänslighet bli osäker. Empiriskt vet man att HACEK-gruppen vanligtvis är känslig för betalaktamantibiotika som penicilliner och cefalosporiner, men då infektionerna är allvarliga och leder med stor sannolikhet till döden vid ineffektiv behandling krävs resistensbestämning för att behandlingen säkert skall få avsedd effekt. Från åren efter 2015 har molekylärbiologiska metoder förbättrat möjligheterna med både diagnostik och antibiotikaresistensbedömningar. 